# Хижі пташки (та фантастична Харлі Квін)
«Хижі пташки (та фантастична Харлі Квін)» (англ. Birds of Prey  (and the Fantabulous Emancipation of one Harley Quinn)) — американський супергеройський фільм на основі коміксів DC про групу супергероїнь Хижі пташки. Кінокартина є восьмою стрічкою у серії фільмів розширеного всесвіту DC та спін-оффом «Загону самогубців» (2016). Фільм знятий режисеркою Кеті Янь за сценарієм Крістіни Годсон. Ролі виконали Марго Роббі, Мері Елізабет Вінстед, Джерні Смоллетт-Белл, Розі Перес, Елла Джей Баско та Юен Мак-Грегор.
Кінопрем'єра у США відбулася 7 лютого 2020 року, а в Україні — 6 лютого 2020 року.

## Синопсис
Після розриву з Джокером, Гарлі Квінн і три інші супергероїні — Чорна Канарка, Мисливиця і Рене Монтойя — збираються разом, щоб врятувати життя маленької дівчинки (Кассандри Кейн) від ґотемського кримінального авторитета.

## Акторський склад
| Актор                 | Роль                          | Український дубляж        |
| --------------------- | ----------------------------- | ------------------------- |
| Марго Роббі           | Гарлін Квінзель               | Катерина Брайковська      |
| Елла Джей Баско       | Кассандра Кейн                | Єлизавета Зіновенко       |
| Мері Елізабет Вінстед | Мисливиця (Гелена Бертінеллі) | Наталя Романько-Кисельова |
| Юен Мак-Грегор        | Чорна маска (Роман Сіоніс)    | Іван Розін                |
| Джерні Смоллетт       | Чорна Канарка (Діна Ленс)     | Анна Дончик               |
| Розі Перез            | Рене Монтойя                  | Олена Узлюк               |
| Кріс Мессіна          | Віктор Зас                    | Дмитро Завадський         |
| Бояна Новакович       | Еріка                         |                           |

## Виробництво

### Назва
Оригінальна назва фільму спершу була англ. «Birds of Prey». Назва відсилає нас до однойменного коміксу. Назва українською мовою може бути як «Хижі Птахи» (дослівний переклад коміксу), так і «Хижі Пташки» чи «Хижі Пташечки» (що відсилатиме нас до феміністичного мотиву коміксу, адже основними супергероїнями даної команди є самостійні жінки). Згодом фільм був перейменований на англ. «Birds of Prey (and the Fantabulous Emancipation of one Harley Quinn)», що можна дослівно перекласти як «Хижі Пташечки (і фантастична/фантасмагорична емансипація однієї Гарлі Квінн)». Офіційного українського перекладу назви ні коміксу, ні даного фільму на основі серії коміксів, поки що не існує.

#### Ситуація з офіційним перекладом
У березні 2019 року офіційний дистриб'ютор оновив назву фільму на офіційному сайті — «Хижі Пташки (та фантастична Харлі Квін)» (раніше була оригінальна назва — Birds of Prey). Цей варіант перекладу назви змінює оригінальний сенс:
1. По-перше, прибрано одне слово (англ. fantabulous), чим саме і змінено важливість іменника через нову ціль прикметника, тепер фантастична не емансипація, а сама Гарлі Квінн. Скоріше за все, слово «емансипація» було прибрано з метою формування акценту назви фільму на головній героїні, таким чином таргетуючи фільм на чоловічу аудиторію, за рахунок сексуалізації Харлі Квін у попередніх фільмах. Також для такої консервативної публіки, як в Україні, слово «емансипація» може нести негативний сенс. Зокрема слово «емансипація» прибрали з назви в інших країнах, де у суспільстві домінує консервативна публіка, зокрема у таких країнах як Росія та Китай.
2. Також прибрано англ. one, проте це не є важливою зміною.
3. По-друге, зроблено дві помилки у перекладі прізвиська персонажа:
  1. Харлі Квін (англ. Harley Quinn) — подвоєння приголосних при перекладі імен/прізвиськ має зберігатися[5].
  2. Харлі Квін — таке рішення дистриб'ютора не є неправильним, але точно гальмує розвиток зменшення російських канонів мовлення та впливу російської мови на українську. До того ж вже як два роки видавництво Рідна Мова випускає комікси DC Comics, у тому числі серія Загін самогубців вже має два томи в українському виданні. Політика видавництва чітка та ясна (G-Ґ, H-Г, Kh-Х): Ґотем, Гарлі Квінн, Бетґьорл, Найтвінґ. Аналогічно дистриб'ютор зробив і з фільмом Хеллбой (2019), коли видавництво Вовкулака вже давно анонсувало та встигло випустити перший колекційний том серії коміксів про персонажа Геллбой - у якому видавництво переклало ім'я персонажа як Геллбой та однойменну назву коміксу як Геллбой. Колекційне видання. Том 1, український дистриб'ютор прийдешнього фільму, попри цей популярний серед українських фанатів персонажа та коміксу, переклав назву фільму як Хеллбой.

### Розробка
У листопаді 2016 року фільм «Хижі пташки», заснований на однойменній команді супергероїв жіночої статі, розпочав розробку з Крістіною Годсон, відповідальну за сценарій. У квітня 2018 року Warner Bros. обрали Кеті Ян на пост режисера фільму, а Марго Роббі, Браян Унклесс та Сью Кролл виступлять у ролв продюсерів. Роббі повторить свою роль з «Загону самогубців». Очікується, що фільм стане першим фільмом з R-рейтингом у франшизі, який вийде таким у широкий кінопрокат. Також очікується менший бюджет, ніж у більшості інших фільмів всесвіту. 19 листопада 2019 року стало відомо що постановник трюків Джонатан Ейсебіо (трилогія «Джон Вік», «Чорна пантера», «Дедпул 2») і постановник бойових сцен Джон Валера («Джон Вік» і «Атомна блондинка») приєдналися до роботи над майбутнім кінокоміксом від DC.

### Кастинг
До складу команди увійдуть Марго Роббі, Мері Елізабет Вінстед, Джарні Смоллетт-Белл, Розі Перез і Елла Джей Баско у ролях Гарлі Квінн, Гелени Бертінеллі / Мисливиці, Дайни Лорел Ленс / Чорної Канарки, Рене Монтойї та Кассандри Кейн відповідно. Роман Сіоніс / Чорна маска буде головним антагоністом фільму, а його роль виконає Юен Мак-Грегор. На початку грудня стало відомо що у фільмі з'явиться ще один антагоніст оточення Бетмена — Віктор Зас, роль психопата виконає Кріс Мессіна.

### Фільмування
14 січня 2019 року у Лос-Анджелесі, штат Каліфорнія, почалися основні знімання, під робочою назвою Fox Force Five. Знімання пройдуть в Атланті і Савані, штат Джорджія, та очікуються завершитися у середині квітня 2019 року.

## Випуск
Старт прокату фільму у кінотеатрах в RealD 3D і IMAX 3D відбувся 7 лютого 2020 року.